# Pepsi Independence Cup 1997
Die Pepsi Independence Cup 1997 war ein Vier-Nationen-Turnier, das vom 9. bis zum 27. Mai 1997 in Indien im One-Day Cricket ausgetragen wurde. Bei dem zur internationalen Cricket-Saison 1997 gehörenden Turnier nahmen neben dem Gastgeber die Mannschaften aus Australien, Pakistan und Sri Lanka teil. Im Finale konnte sich Sri Lanka mit zwei Siegen gegen Pakistan durchsetzen.

## Vorgeschichte
Für alle Mannschaften war es die erste Tour der Saison.

## Format
In einer Vorrunde spielte jede Mannschaft gegen jede einmal. Für einen Sieg gab es zwei Punkte, für ein Unentschieden oder eine Absage einen. Die beiden Gruppenersten qualifizierten sich für das Finale und spielten eine Best-of-Three-Serie um den Turniersieg.

## Stadien
Die folgenden Stadien wurden für das Wettbewerb als Austragungsort vorgesehen.
| Stadion                                      | Stadt     | Kapazität |
| -------------------------------------------- | --------- | --------- |
| M. Chinnaswamy Stadium                       | Bangalore | 42.000    |
| M. A. Chidambaram Stadium                    | Chennai   | 38.000    |
| Captain Roop Singh Stadium                   | Gwalior   | 45.000    |
| Lal Bahadur Shastri Stadium                  | Hyderabad | 25.000    |
| Eden Gardens                                 | Kolkata   | 82.000    |
| Punjab Cricket Association IS Bindra Stadium | Mohali    | 23.000    |
| Wankhede Stadium                             | Mumbai    | 33.108    |

## Spiele

### Vorrunde
Tabelle
| Teams      | Sp. | S | N | U | R | A | Punkte | NRR    |
| ---------- | --- | - | - | - | - | - | ------ | ------ |
| Pakistan   | 3   | 2 | 1 | 0 | 0 | 0 | 4      | +0.287 |
| Sri Lanka  | 3   | 2 | 1 | 0 | 0 | 0 | 4      | +0.478 |
| Indien     | 3   | 1 | 2 | 0 | 0 | 0 | 2      | −0.331 |
| Neuseeland | 3   | 1 | 2 | 0 | 0 | 0 | 2      | −0.452 |

Sieg: 2 Punkte; Remis: 1 Punkte
Spiele
| 9. Mai Scorecard | Mohali | Neuseeland 285-7 (50)          | – | Pakistan 263-9 (50) |
|                  |        | Neuseeland gewinnt mit 22 Runs |   |                     |

| 12. Mai Scorecard | Gwalior | Pakistan 289-6 (50)          | – | Sri Lanka 259 (49.5) |
|                   |         | Pakistan gewinnt mit 30 Runs |   |                      |

| 14. Mai Scorecard | Bangalore | Indien 220-9 (50)            | – | Neuseeland 221-2 (42.3) |
|                   |           | Indien gewinnt mit 8 Wickets |   |                         |

| 17. Mai Scorecard | Mumbai | Indien 225-7 (50)               | – | Sri Lanka 229-5 (40.5) |
|                   |        | Sri Lanka gewinnt mit 5 Wickets |   |                        |

| 20. Mai Scorecard | Hyderabad | Sri Lanka 214 (48.3)          | – | Neuseeland 162 (44.5) |
|                   |           | Sri Lanka gewinnt mit 52 Runs |   |                       |

| 21. Mai Scorecard | Chennai | Pakistan 327-5 (50)          | – | Indien 292 (49.2) |
|                   |         | Pakistan gewinnt mit 35 Runs |   |                   |

### Finale
| 24. Mai Scorecard | Mohali | Sri Lanka 339 (50)             | – | Pakistan 224 (43.5) |
|                   |        | Sri Lanka gewinnt mit 115 Runs |   |                     |

| 27. Mai Scorecard | Kolkata | Sri Lanka 309 (49.4)          | – | Pakistan 224 (43.1) |
|                   |         | Sri Lanka gewinnt mit 85 Runs |   |                     |